# Darren Manning
Darren Manning (ur. 30 kwietnia 1975 w Knaresborough, North Yorkshire) – brytyjski kierowca wyścigowy.

## Kariera
Brytyjczyk karierę rozpoczynał w wieku 10 lat, od kartingu. Kolejnym krokiem w jego karierze była Formuła Vauxhall, w której zadebiutował w 1993 roku.
W roku 1999 po zdobyciu tytułu mistrzowskiego w Japońskiej Formule 3 oraz zwycięstwie w prestiżowym Grand Prix Makau, dostał szansę udziału w testach z ekipą Williams.
Rok później został kierowcą testowym zespołu Formuły 1 – British American Racing. Tę samą rolę pełnił również w kolejnych dwóch latach. Mimo to nigdy nie zadebiutował w tej serii wyścigowej. Przyczyniły się do tego m.in. wyniki uzyskiwane w Formule 3000 (startował w niej w latach 2000–2001, w zespole Arden, uzyskując na koniec odpowiednio 8. i 11. miejsce), gdzie stanął zaledwie trzy razy na podium.
W sezonie 2002 startował w brytyjskiej serii Stock-Car – ASCAR. W tym samym roku zadebiutował też w serii CART podczas brytyjskiej rundy na torze Rockingham. W 2003 wystartował już w pełnym cyklu CART. W zespole Walker Racing uzyskał łączną pulę 103 punktów, dzięki czemu zajął 9. lokatę w końcowej klasyfikacji.
Od sezonu 2004 zaangażował się w inną amerykańską serię – IRL IndyCar Series. Poza tym na przełomie 2005/2006 i 2006/2007 występował w serii A1 Grand Prix (w obu sezonach po jednej eliminacji). Oba występy były udane, z jednym miejscem na podium i dwoma kolejnymi na punktowanych miejscach.
W 2009 roku nie znalazł dla siebie stałej posady w IndyCar, wystartował zaledwie w dwóch pierwszych wyścigach sezonu. W dalszej jego części natomiast zaliczył cztery starty w amerykańskiej serii Grand-Am.

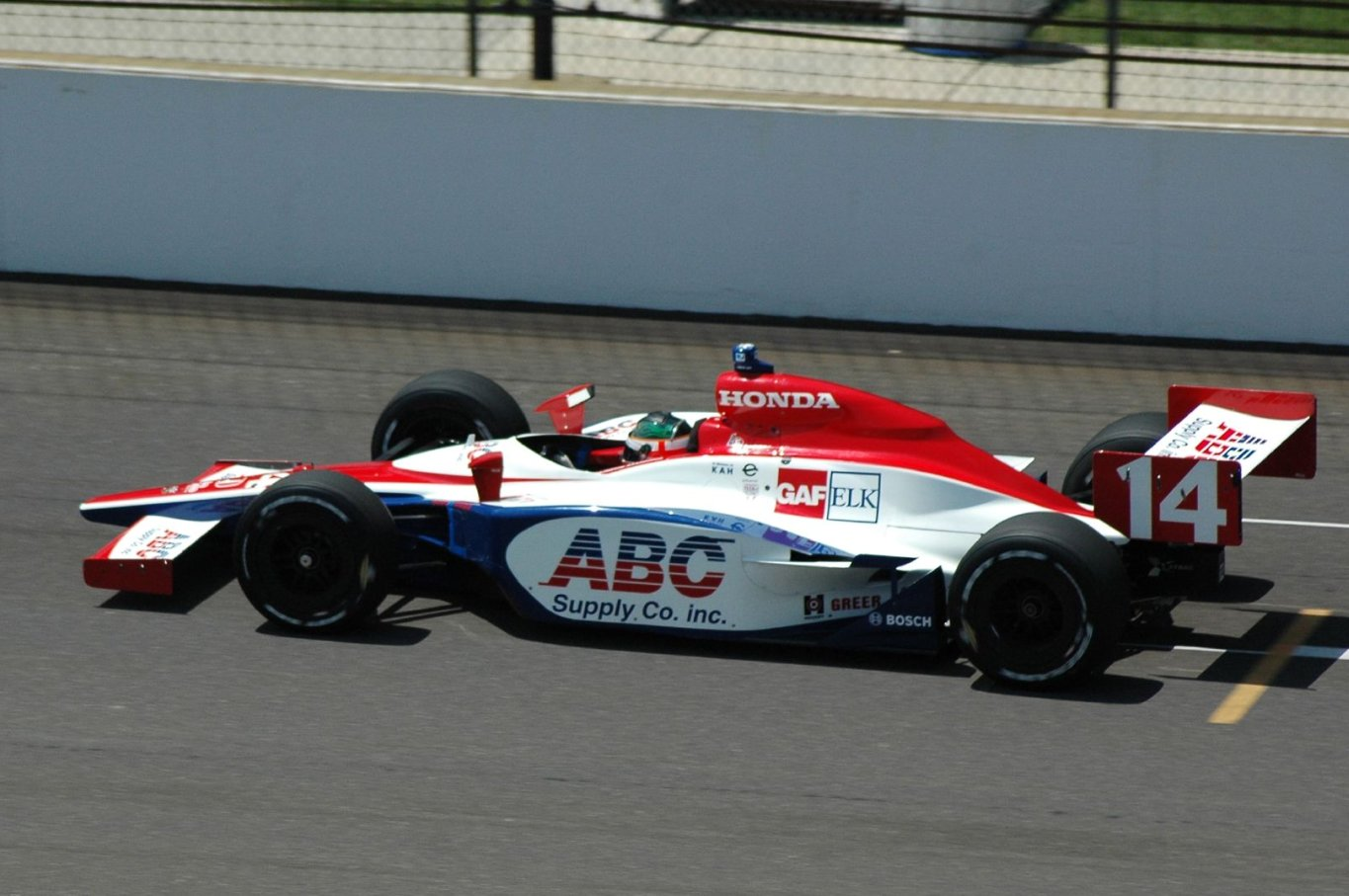
Podczas przygotowań do Indianapolis 500 w 2008 roku

## Wyniki w karierze
| Sezon     | Seria                        | Zespół                   | Starty | PP | Zwyc. | Punkty | Pozycja |
| --------- | ---------------------------- | ------------------------ | ------ | -- | ----- | ------ | ------- |
| 1999      | Japońska Formuła 3           | TOM’s                    | 9      | 6  | 6     | 60     | 1.      |
| 2000      | Formuła 3000                 | Arden Team Russia        | 10     | 0  | 0     | 10     | 8.      |
| 2001      | Formuła 3000                 | Arden Team Russia        | 12     | 0  | 0     | 9      | 11.     |
| 2002      | ASCAR                        |                          |        | 1  | 1     |        |         |
| 2002      | CART                         | Dale Coyne Racing        | 1      | 0  | 0     | 4      | 21.     |
| 2003      | CART                         | Walker Racing            | 18     | 0  | 0     | 103    | 9.      |
| 2004      | IRL IndyCar Series           | Chip Ganassi Racing      | 14     | 0  | 0     | 323    | 11.     |
| 2005      | IRL IndyCar Series           | Chip Ganassi Racing      | 10     | 0  | 0     | 186    | 21.     |
| 2005/2006 | A1 Grand Prix                | A1 Team Great Britain    | 2      | 0  | 0     | 97     | 3.      |
| 2006/2007 | A1 Grand Prix                | A1 Team Great Britain    | 2      | 0  | 0     | 92     | 3.      |
| 2007      | IRL IndyCar Series           | A.J. Foyt Enterprises    | 17     | 0  | 0     | 332    | 13.     |
| 2008      | IRL IndyCar Series           | A.J. Foyt Enterprises    | 17     | 0  | 0     | 323    | 14.     |
| 2009      | IRL IndyCar Series           | Dreyer & Reinbold Racing | 2      | 0  | 0     | 38     | 31.     |
| 2009      | Rolex Sports Car Series (DP) | Orbit Racing             | 4      | 0  | 0     | 80     | 36.     |

## Wyniki w Indianapolis 500
| Rok  | Nadwozie | Silnik | Start | Wynik | Uwagi              |
| ---- | -------- | ------ | ----- | ----- | ------------------ |
| 2004 | G-Force  | Toyota | 15    | 25    | Wypadek            |
| 2005 | Panoz    | Toyota | 19    | 29    | Awaria mechaniczna |
| 2007 | Dallara  | Honda  | 15    | 20    |                    |
| 2008 | Dallara  | Honda  | 14    | 9     |                    |